# Våtahove
Våtahove est une île norvégienne du comté de Vestland appartenant administrativement à Bømlo.

## Description
Rocheuse et désertique, à fleur d'eau, elle s'étend sur environ 76 m de longueur pour une largeur approximative de 68 m. 